# Uppland tartomány
Uppland Svédország egyik történelmi tartománya Dél-Svédországban. Szomszédai: Gästrikland, Västmanland és Södermanland tartományok.

## Megye
A tartomány a három megye területén fekszik.

## Történelem
- Enköping (kb. 1300)
- Lidingö (1926)
- Norrtälje (1622)
- Sigtuna (kb. 990)
- Solna (1943)
- Stockholm (kb. 1250)
- Sundbyberg (1927)
- Uppsala (1286)
- Vaxholm (1652)
- Öregrund (1491)
- Östhammar (kb. 1300)

## Földrajz
- Legnagyobb tó: Mälaren
- Nemzeti parkok: Angsö, Färnebofjärden

Stockholm, Svédország fővárosa Södermanland és Uppland tartományokon fekszik.

## Kultúra
Uppland a Svéd Egyház püspökének a székhelye. A történelmi Birka város és a Drottningholm palotát az UNESCO világörökségnek nyilvánította.

## Címer
A címert 1560-ban, I. Vasa Gusztáv temetésekor kapta. A tartomány hercegség is, ezért hercegi korona is látható a címeren.

## Külső hivatkozások
- Uppland – Turista információk